# 多賀SLパーク

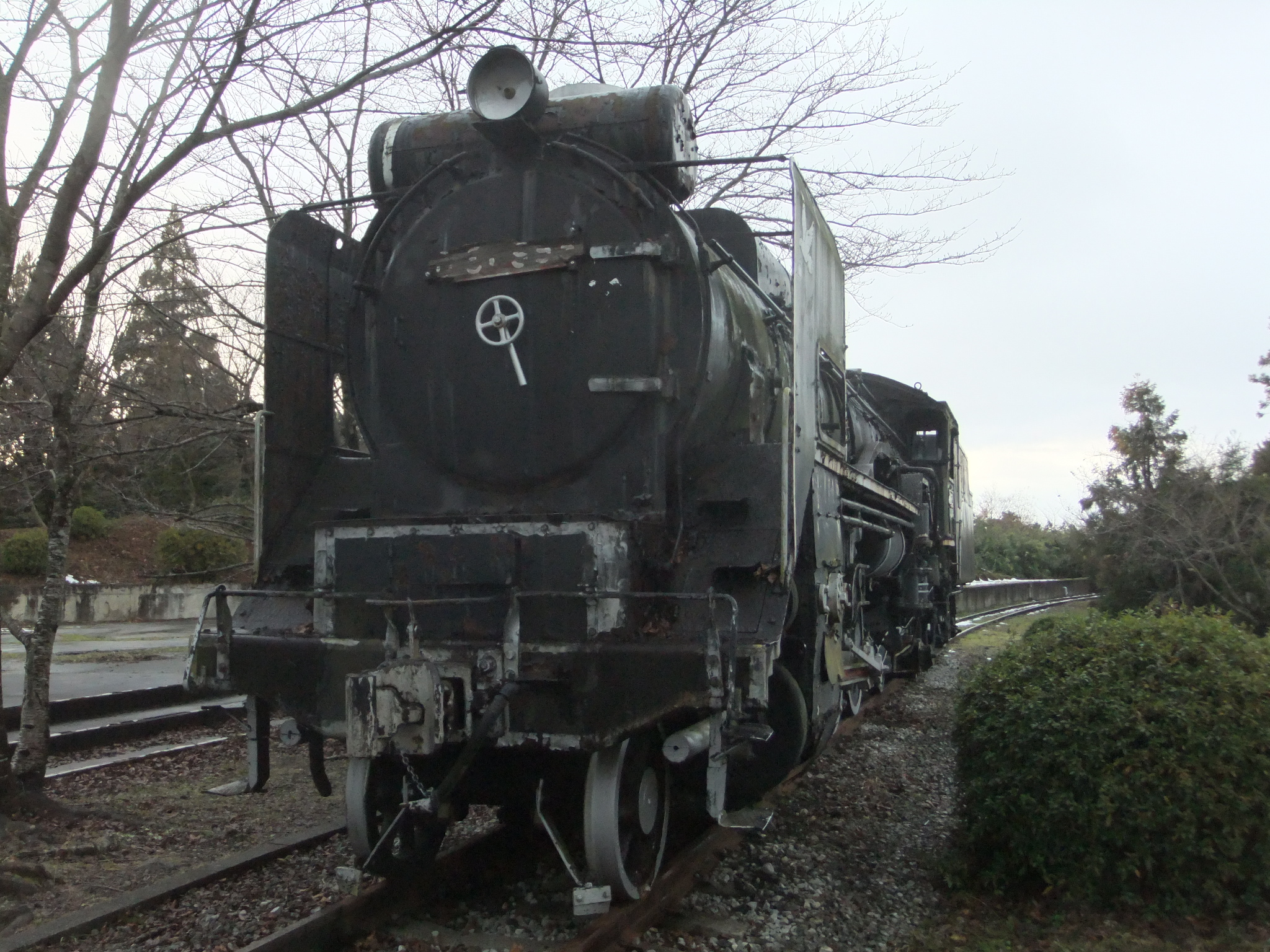
多賀SLパーク跡のD51 1149
（ナンバープレートはD51 999）

多賀SLパーク（たがSLパーク）は、かつて滋賀県犬上郡多賀町敏満寺にあったSLホテルである。

## 概要
当時の全国的なSLホテル開業ブームに乗り、多賀ハイウェイパークレストランの宿泊施設として1976年（昭和51年）11月3日に開業。近江鉄道多賀線多賀大社前駅に近い場所に立地していた。D51形蒸気機関車（D51 1149）とB寝台客車3両（スハネ16 2082・2606・2619）を設置し、客車を宿泊施設として使用した。客車は、それぞれ「丸山」「さくら」「はやぶさ」と命名。「丸山」は、車内の寝台を全部撤去し、畳敷きの和室に改造されていた。車両の搬入は8月に行われ彦根駅から近江鉄道の電気機関車が牽引して多賀駅（現・多賀大社前駅）まで輸送された。オープンに際して近江鉄道が発行した記念乗車券には、その様子の写真があしらわれていた。
1980年代末に経営不振に伴い閉鎖された。その後は同じ敷地にあったレストラン共々そのまま放置されていたが、客車は1995年（平成7年）12月23日に解体された。多賀町が旧国鉄から借り受けていた機関車のみが残り、町は2011年にJR西日本から無償で譲り受けたが、腐食が進んでいたため町は引き取り手を探していた。
2020年、多賀町議会決算委員会において、機関車の処遇についての質問に対して町側は「愛知県豊田市の譲渡先に譲渡が決まり、来年2月までに移転の予定」と答弁した。しかし、同年の町議会決算特別委員会では、譲渡先（個人）や輸送業者は決まっているものの、新型コロナウイルス感染症の影響で来町できていないと報告された。
2022年6月、愛知県豊田市の譲渡先（個人）に無償譲渡する関連議案が多賀町議会に提出されることになった。8月1日に現地で譲渡先の個人（75歳の男性）も出席の上で譲与式がおこなわれ（この際、オリジナルのナンバープレートが渡されている）、9月18日に豊田市に向けて搬出された。
報道によると譲渡先の男性は、古い自動車をスクラップ同然から復元して保存する活動を続けて「私設博物館」を設けるに至り、「次は蒸気機関車だな」という意向で本機を取得し、自ら移設に向けた分解作業もおこなった。機関車は豊田市内で整備中であり、整備後は同市内（吉原町）に設置される予定で、圧縮空気で動かすことも検討しているという。2023年10月の時点ではまだ整備中だが、圧縮空気により台車部分がわずかではあるものの動作可能な状態となっている。

## 周辺
国道307号（近江グリーンロード）沿いにあり、国道を挟んだ南側に青龍山がある。北側には赤坂公園および高宮池がある。
- 名神高速道路
- 多賀サービスエリア（下り線：EXPASA多賀・レストイン多賀・ぷらっとパーク）
- 胡宮神社、及び清涼山不動院敏満寺（福寿院）[10]、法樹山浄信寺（本願寺派）[11]、龍雲山正覚禅寺（永源寺派）[12]
- 多賀町立歴史民俗資料館
- 多賀町役場
- 国道306号